# アレキサンダー・キャメロン・シム
アレキサンダー・キャメロン・シム（英語: Alexander Cameron Sim, 1840年8月28日 - 1900年11月28日）は、スコットランド・アバルー出身の薬剤師、実業家。19世紀後半に神戸外国人居留地で活動した。

## 生涯
1840年8月28日、スコットランドのアバルーに生まれる。若くしてロンドンに移り、1862年に王立ロンドン病院に薬剤師として就職した後、1866年に政府の海外派遣員の資格を得、香港の海軍病院で3年間半勤務した。海軍病院を退職後日本へ渡り、長崎外国人居留地に数か月滞在した後、1870年に神戸外国人居留地へ移った。
神戸外国人居留地でシムはレウェリン商会に薬剤師として勤務した後、18番地にACシム商会を設立、薬品の輸入・販売などを手掛けた。シムは1884年頃からラムネの販売を手掛けた。「日本清涼飲料水工業発達史」には「神戸のA.Cシム商会が日本で最初のラムネだろう」と記されている（それ以前にも長崎でラムネが製造・販売された記録があるが、大規模には流通しなかった）。当時日本ではコレラの流行が社会問題化していたが、東京毎日新聞が「瓦斯を含有した飲料水を飲むと恐るべきコレラ病にかかること無し」書いたところラムネの売れ行きが伸びた。シム商会の所在地から「18番」と呼ばれたシム製造のラムネも好調な売れ行きを見せ、「払い底になった」（『大阪日報』の報道）。
シムはスポーツ選手として活動し、香港滞在時には陸上競技、ボート競技などで活躍した。神戸外国人居留地でも各種の競技会・大会に出場したほか、1870年にスポーツクラブの創設を提唱し、神戸リガッタ・アンド・アスレチック・倶楽部（KR&AC）の設立（1870年9月23日）に貢献した。KRACは各種のスポーツのみならず様々な社会活動を行う団体として活動し、居留地返還後も今日に至るまで存続している。
シムが神戸外国人居留地の居留外国人が自主的に組織した消防隊の隊長を務めた。シムはしばしば自宅近くの公園に設けられた火の見櫓に登り、見張りをした。就寝時も出動に備えて消防服とヘルメット、手斧を枕元に置き、消防隊長を務めた間、シムが出動しなかった火事はほとんどなかったと伝えられている。居留地返還に伴って消防隊が消防組として神戸市へ移管された後、シムは消防組名誉顧問としての待遇を受け、消防組を指揮する権限が与えられた。
シムはボランティア活動に積極的に取り組んだ。日本各地で自然災害が発生した際には様々な支援を行った。1891年に濃尾地震が発生した際には義捐金集めに奔走し、さらに被災地に赴き食料や衣料の配給にあたった。シム自身も相当の金額を義捐金に拠出しており、そのことに対し明治天皇から酒盃が下賜された。1896年に明治三陸地震が発生した際にも義捐金を集め、現地に赴き救援活動を行った。
シムは居留地会議（神戸外国人居留地における自治機構の最高議決機関）の副議長を務めた。1899年7月17日、居留地返還に伴うセレモニーが行われた際には病気の居留地会議議長に代わって出席し、引継目録と引継書への調印・署名を行った。
1900年11月28日、シムは腸チフスにかかり死亡した。感染経路はカキにあたったとも、訪問客から感染したともいわれている。1901年、内外人公園（現在の東遊園地）にシムの顕彰碑が設けられた。

## 神戸外国人居留地におけるスポーツ活動
前述のようにシムは神戸外国人居留地において様々なスポーツの競技会・大会に出場した。以下、主な出場記録を記述する（高木1996、24-27頁を参照）
- 1871年、ボート競技に出場し優勝。

- 1871年4月8日、居留地近くの競馬場（神戸居留地競馬を参照）で行われた陸上競技会に出場。砲丸投、ハンマー投、1マイル三輪車競走、2マイル徒歩競走の4種目で優勝。そのほか7種目に出場し、総合優勝。

- 1871年10月、横浜で行われたレガッタのインターポートマッチにおいてペアとダブルスカルに出場し勝利を収める。

- 1872年4月5日、居留地と摩耶山を往復する8.5kmのマラソン大会にA・H・ブラックウェルとともに出場、勝利を収める。

- 1872年4月20日、居留地北端のグラウンドで行われた陸上競技会に出場。砲丸投、ハンマー投、1マイル三輪車競走の3種目で優勝。

- 1875年5月6日、長崎で行われたレガッタのインターポートマッチに神戸チームの一員として出場、長崎と上海のチームを相手に勝利を収める。

- 1876年春、神戸レガッタのインターポートマッチに神戸チームの一員として出場、横浜と上海のチームを相手にフォアで勝利を収める。

- 1886年5月8日、内外人公園で行われた陸上競技大会に理事・審判として参加、自ら競技も行う。

- 1888年、横浜で行われたサッカーのインターポートマッチに出場。